# ريتشارد س. ناش
ريتشارد س. نـاش (بالإنجليزية: Richard C. Nash)‏ هو عسكري أمريكي، ولد في 1950 في مينيسوتا في الولايات المتحدة.